# San Marino op het Junior Eurovisiesongfestival 2014
San Marino nam deel aan het Junior Eurovisiesongfestival 2014 in Malta. Het was de tweede deelname van de ministaat aan het Junior Eurovisiesongfestival. De inzending werd door de San Marinese omroep SMRTV verzorgd.

## Selectieprocedure
Er waren vooraf veel onduidelijkheden over de deelname van San Marino op het Junior Eurovisiesongfestival 2014. Men dacht dat San Marino in 2013 had deelgenomen als proef voor Italië, dat in 2014 debuteerde. Dit kwam vanwege het feit dat de San Marinese staatsomroep SMRTV deel is van de Italiaanse omroep RAI. En daarbij werd San Marino vertegenwoordigd door de Italiaanse Michele Perniola. 
Op 26 september 2014 werd bekendgemaakt dat de meidengroep The Peppermints met Breaking my heart San Marino mochten vertegenwoordigen op het Junior Eurovisiesongfestival 2014. De groep bevatte naast vier Italiaanse leden ook één San Marinees lid: Anita Simoncini. Daarnaast was het jongere zusje van Michele Perniola Rafaella Perniola ook deel van de groep. 

## In Malta
In Malta trad de groep als derde van de zestien acts op de avond aan. Uiteindelijk eindigde San Marino op een voorlaatste plaats, met maar 21 punten, waarvan er acht van Italië kwamen. 
2013 · 2014 · 2015 · 2016-2023 · 2024
Armenië · Bulgarije · Cyprus · Georgië · Italië · Kroatië · Malta · Montenegro · Nederland · Oekraïne · Rusland · San Marino · Servië · Slovenië · Wit-Rusland · Zweden